# Port Orange
Port Orange é uma cidade localizada no estado americano da Flórida, no condado de Volusia. Foi incorporada em 1913.

## Geografia
De acordo com o United States Census Bureau, a cidade tem uma área de 74,3 km², onde 69 km² estão cobertos por terra e 5,3 km² por água.

### Localidades na vizinhança
O diagrama seguinte representa as localidades num raio de 16 km ao redor de Port Orange.

## Demografia
Segundo o censo nacional de 2010, a sua população é de 56 048 habitantes e sua densidade populacional é de 811,7 hab/km². Possui 27 972 residências, que resulta em uma densidade de 405,1 residências/km².